# Brokeback Mountain (banda sonora)
Brokeback Mountain es la banda sonora original de la película Brokeback Mountain (España: En terreno vedado; Hispanoamérica: Secreto en la montaña) rodada por Ang Lee en el 2005. La banda sonora y algunas de las canciones fueron compuestas y producidas por el argentino Gustavo Santaolalla, quien ganó el Oscar por este trabajo. 
Esta banda sonora fue nominada a dos Globos de Oro: Globo de oro a la mejor banda sonora y Globo de Oro a la mejor canción original (A Love That Will Never Grow Old). Finalmente ganó el Globo de Oro a la mejor canción original. 
La canción mencionada, tema principal de la película, es del compositor Gustavo Santaolalla, con letra de Bernie Taupin (antiguo colaborador de Elton John). Fue interpretada por la cantante country Emmylou Harris. Se la quiso presentar como candidata al Oscar a la mejor canción, pero la Academia la rechazó alegando que incumplía las normas del premio: tenía una presencia demasiado breve en la película (sonaba apenas unos segundos, cuando Jake Gyllenhaal llora al volante de su furgoneta).

## Listado de canciones
| N.º | Título                            | Escritor(es)                      | Duración |  |
| 1.  | «Opening»                         | Gustavo Santaolalla               | 1:31     |  |
| 2.  | «He Was A Friend Of Mine»         | Willie Nelson                     | 4:39     |  |
| 3.  | «Brokeback Mountain 1»            | Gustavo Santaolalla               | 2:32     |  |
| 4.  | «A Love That Will Never Grow Old» | Emmylou Harris                    | 3:20     |  |
| 5.  | «King Of The Road» (+)            | Teddy Thompson & Rufus Wainwright | 2:52     |  |
| 6.  | «Snow»                            | Gustavo Santaolalla               | 1:18     |  |
| 7.  | «The Devil's Right Hand»          | Steve Earle                       | 2:34     |  |
| 8.  | «No One's Gonna Love You Like Me» | Mary McBride                      | 3:06     |  |
| 9.  | «Brokeback Mountain 2»            | Gustavo Santaolalla               | 1:59     |  |
| 10. | «I Don't Want To Say Goodbye»     | Teddy Thompson                    | 3:12     |  |
| 11. | «I Will Never Let You Go» (+)     | Jackie Greene                     | 1:51     |  |
| 12. | «Riding Horses»                   | Gustavo Santaolalla               | 1:24     |  |
| 13. | «An Angel Went Up In Flames»      | The Gas Band                      | 2:36     |  |
| 14. | «It's So Easy»                    | Linda Ronstadt                    | 2:27     |  |
| 15. | «Quizás»                          | Los Panchos                       | 2:30     |  |
| 16. | «Brokeback Mountain 3»            | Gustavo Santaolalla               | 2:14     |  |
| 17. | «The Maker Makes»                 | Rufus Wainwright                  | 3:50     |  |
| 18. | «The Wings»                       | Gustavo Santaolalla               | 1:52     |  |

(+) Bonus track en la reedición o pista no incluida en la película.